# Ethan Moreau
Ethan Byron Moreau (* 22. September 1975 in Huntsville, Ontario) ist ein ehemaliger kanadischer Eishockeyspieler, der im Verlauf seiner aktiven Karriere unter anderem 974 Spiele für die Chicago Blackhawks, Edmonton Oilers, Columbus Blue Jackets und Los Angeles Kings in der National Hockey League auf der Position des linken Flügelstürmers bestritten hat. Moreau, der der 15. Mannschaftskapitän der Franchise-Geschichte der Edmonton Oilers war, erhielt im Jahr 2009 die King Clancy Memorial Trophy.

## Karriere

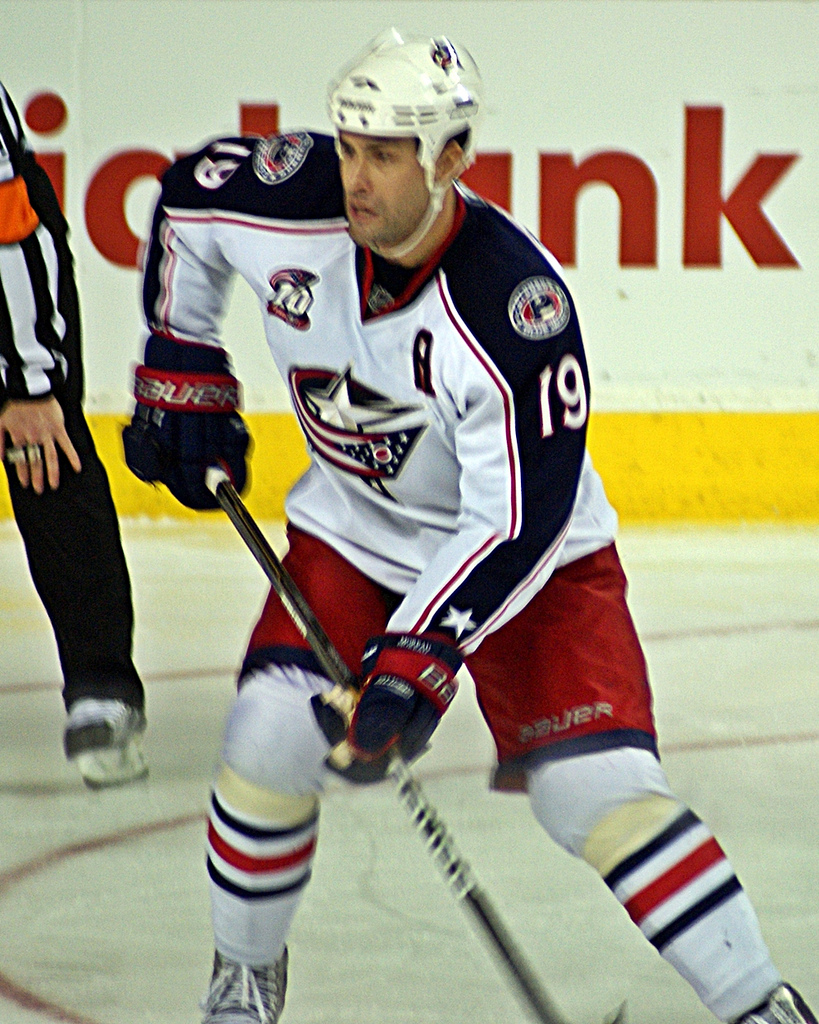
Moreau im Trikot der Columbus Blue Jackets

Ethan Moreau begann seine Karriere als Eishockeyspieler in der Ontario Hockey League, in der er von 1991 bis 1995 zunächst dreieinhalb Jahre für die Niagara Falls Thunder und schließlich ein halbes Jahr für die Sudbury Wolves spielte. In dieser Zeit wurde er im NHL Entry Draft 1994 in der ersten Runde als insgesamt 14. Spieler von den Chicago Blackhawks ausgewählt. Nach vier Jahren in Chicago musste Moreau die Blackhawks verlassen, als er am 20. März 1999 zusammen mit Daniel Cleary, Chad Kilger und Christian Laflamme im Tausch für Boris Mironow, Dean McAmmond und Jonas Elofsson an die Edmonton Oilers abgegeben wurde.
Während des Lockouts in der NHL-Saison 2004/05 spielte Moreau eine Saison lang in Europa, wo er für den EC VSV aus Österreich auf dem Eis stand. Nach Wiederaufnahme des Spielbetriebs in der National Hockey League kehrte der Angreifer für die Saison 2005/06 zu den Oilers zurück und erreichte mit seiner Mannschaft die Finalspiele um den Stanley Cup, in denen er allerdings mit seinem Team den Carolina Hurricanes unterlag. Aufgrund zahlreicher schwerer Verletzungen konnte Moreau in den Jahren 2006 bis 2008 nur 32 NHL-Spiele bestreiten. Dennoch wurde er am 2. Oktober 2007 zum Kapitän der Oilers ernannt. Diese Position besetzte er bis Juni 2010, ehe er von den Oilers, die in der abgelaufenen Saison den letzten Platz belegt hatten, auf die Waiver-Liste gesetzt wurde. Von dort wählten ihn am 30. Juni 2010 die Columbus Blue Jackets aus. Als Free Agent unterzeichnete Moreau im August 2011 einen Kontrakt für eine Spielzeit bei den Los Angeles Kings. Nach der Saison 2011/12 beendete der Kanadier seine aktive Laufbahn und wurde anschließend bei den Montréal Canadiens als Scout tätig.

## Erfolge und Auszeichnungen
- 1992 OHL All-Rookie Team
- 1994 Bobby Smith Trophy
- 2009 King Clancy Memorial Trophy

## Karrierestatistik
(Legende zur Spielerstatistik: Sp oder GP = absolvierte Spiele; T oder G = erzielte Tore; V oder A = erzielte Assists; Pkt oder Pts = erzielte Scorerpunkte; SM oder PIM = erhaltene Strafminuten; +/− = Plus/Minus-Bilanz; PP = erzielte Überzahltore; SH = erzielte Unterzahltore; GW = erzielte Siegtore; 1 Play-downs/Relegation; Kursiv: Statistik nicht vollständig)